# Бранимир Ранчић
Бранимир Ранчић је српски психијатар и политичар. У Народној скупштини Републике Србије је од 2015. године као посланик Српске напредне странке.

## Биографија
Рођен је 1953. године у Нишу. По занимању је лекар примаријус неуропсихијатрије, запослен је у Дому здравља у Гаџином Хану. Освојио је 172. место на изборној листи Српске напредне странке Александар Вучић — Будућност у коју верујемо за парламентарне изборе у Србији 2014. Првобитно није реизабран већ је добио мандат 27. јануара 2015. као замена за Владету Костића који је поднео оставку. Унапређен је на тридесет осму позицију на парламентарним изборима 2016. када је изабран када је листа освојила другу узастопну већину са 131 местом. Заменик је председника скупштинског одбора за рад, социјална питања, социјално укључивање и смањење сиромаштва, заменик члана одбора за здравље и породицу, заменик председника радне групе за политичко оснаживање особа са инвалидитетом и члан посланичких група пријатељства са Белорусијом, Босном и Херцеговином, Бугарском, Италијом, Казахстаном, Швајцарском и Сједињеним Америчким Државама.